# Nephodia minima
Nephodia minima là một loài bướm đêm trong họ Geometridae.